# Dryptoscolex matthiesae
Dryptoscolex matthiesae är en ringmaskart som beskrevs av Thompson 1979. Dryptoscolex matthiesae ingår i släktet Dryptoscolex, klassen havsborstmaskar, fylumet ringmaskar och riket djur. Inga underarter finns listade i Catalogue of Life.